# Carlo Carretto
Carlo Carretto (Alessandria, 2 aprile 1910 – Spello, 4 ottobre 1988) è stato un religioso italiano, della congregazione cattolica dei Piccoli Fratelli del Vangelo.

## Biografia
Nasce in una famiglia di contadini proveniente dalle Langhe. È il terzo di sei figli, di cui quattro si faranno religiosi. La famiglia si trasferisce presto a Torino, in un quartiere periferico, nel quale si trova un oratorio salesiano che avrà molta influenza sulla formazione di Carlo Carretto e su tutta la famiglia. Lo spirito salesiano si farà sentire anche nella vita professionale che Carretto inizia all'età di diciotto anni, a Gattinara, come maestro elementare.
Milita nel settore giovanile dell'Azione Cattolica di Torino, dove entra ventitreenne su invito di Luigi Gedda che ne era il presidente. Dopo aver compiuto gli studi, laureandosi in Filosofia a Torino, dal 1936 al 1952 militò nell'Azione Cattolica, divenendo Presidente nazionale dei giovani. Nel 1940, dopo aver vinto un concorso viene inviato come Direttore didattico a Bono (Sardegna). Ma l'incarico dura poco: a causa dei contrasti col regime fascista, dovuti al suo insegnamento e per l'influsso che questo esercita anche al di fuori della scuola nei giovani, viene inviato al confino a Isili e poi rimandato in Piemonte. Qui gli viene consentito di riprendere il suo lavoro come direttore didattico a Condove, in Valle di Susa, a circa 30 chilometri da Torino. Con l'avvento della Repubblica di Salò, riceve da Roma l'incarico di riorganizzare la struttura dell'Azione Cattolica del Nord-Italia. Dal punto di vista lavorativo viene radiato dall'albo dei direttori didattici e tenuto sotto sorveglianza per non aver aderito al Regime.
A Roma, nel 1945, alla fine della guerra, insieme a Luigi Gedda (presidente dell'Azione Cattolica), crea l'Associazione nazionale maestri cattolici. Nel 1946 è presidente nazionale della Gioventù Italiana di Azione Cattolica (GIAC) e, nel 1948, in occasione dell'80º anniversario della fondazione dell'Azione Cattolica, organizza una grande manifestazione di giovani a Roma: è la famosa adunata dei trecentomila "baschi verdi". Poco dopo fonda il Bureau International de la Jeunesse Catholique, di cui diviene vice presidente. Nel 1949 con l'amico Enrico Dossi dà vita, all'interno della GIAC, a una nuova Opera dedicata al turismo dei giovani. È la nascita del CTG, il Centro turistico giovanile, di cui sarà il primo presidente nazionale.
Nel 1952 si trova in disaccordo con una parte importante del mondo politico cattolico che desiderava un'alleanza con la Destra; Carlo Carretto deve dimettersi dal suo incarico di presidente della GIAC. È in questo frangente che matura la decisione di entrare a far parte della congregazione religiosa dei Piccoli Fratelli di Gesù fondata da René Voillaume e ispirata dalla figura di Charles de Foucauld.
L'8 dicembre 1954 parte per l'Algeria, per il noviziato di El Abiodh, vicino ad Orano; per dieci anni vivrà una vita eremitica nel Sahara, fatta di preghiera, silenzio e lavoro, esperienza che esprimerà in Lettere dal deserto, e in tutti i libri che scriverà in seguito. La stessa esperienza alimenterà anche tutta la sua vita e la sua azione successiva.
Qui, per un certo periodo, ritrova il suo vecchio amico Arturo Paoli, anch'egli passato dalla dirigenza dell'Azione Cattolica alla vita religiosa nel deserto del Sahara.
Rientrato in Italia nel 1965 si stabilisce a Spello (Umbria), dove Leonello Radi (già presidente della GIAC di Foligno) è riuscito a far affidare alla Fraternità dei Piccoli Fratelli del Vangelo l'ex convento francescano di San Girolamo, vicino al cimitero. Fratel Carlo è entusiasta della nuova sistemazione. Leonello Radi dirà: "l'attività principale di Carlo Carretto erano le otto ore di preghiera al giorno. L'ho trasportato non so quante volte con il mio maggiolino rosso. Durante il viaggio si conversava e, soprattutto, si pregava".
Ben presto lo spirito di iniziativa di Carretto ed il prestigio di cui gode, aprono la comunità all'accoglienza di quanti, credenti e non, desiderano trascorrervi un periodo di riflessione e di ricerca di fede vissuto nella preghiera, nel lavoro manuale e nello scambio di esperienze. Al convento in cui la Fraternità risiede, si aggiungono man mano molte case di campagna sparse sul monte Subasio che vengono trasformate in eremitaggi (Giacobbe, Elia, Charles de Foucauld, San Francesco, Sant'Angela, Santa Chiara, San Giorgio, Béni Abbès,...). Carretto sarà per oltre vent'anni l'animatore di questo centro affiancato da molti collaboratori, amici e benefattori, tra cui, molto importante per l'attività del gruppo, l'ingegnere romano Renato Di Tillo, fraterno amico anche di Madre Teresa di Calcutta.
Durante questi anni continua la sua attività di scrittore iniziata negli anni giovanili. Tra i libri di quel periodo va ricordato Famiglia piccola chiesa che suscitò contrasti nel mondo cattolico per alcune sue idee non rispondenti alla morale cristiana.
Uomo della parola e della penna, usò con molta efficacia questi due mezzi per comunicare agli altri le sue "scoperte" e la sua esperienza nella fede.
I suoi libri sono stati tradotti in molte lingue e gli hanno creato una schiera di lettori e di amici in molti Paesi del mondo. Spesso veniva invitato, perciò, a portare la sua parola in conferenze e incontri spirituali. La sua profonda interiorità non lo isolava dal mondo e dai suoi problemi, ma anzi lo spingeva ad interessarsene in spirito di "profezia" e di servizio.
Nonostante il suo ritiro, ha sempre partecipato alle vicende della società italiana. Nel 1974, durante il dibattito attorno al referendum sul divorzio, ha aderito al gruppo dei "Cattolici per il No", contrari all'abrogazione della legge sul divorzio già in vigore.
L'Azione Cattolica Italiana resta comunque il primo amore mai dimenticato. Quando nel 1986 contrasti interni alla Presidenza Nazionale di ACI spingono papa Giovanni Paolo II a richiamare l'associazione ad un impegno più visibile nel mondo, Carlo Carretto scrive la Lettera a Pietro in cui difende appassionatamente la "scelta religiosa" perseguita dall'ACI del nuovo Statuto e il suo Presidente Alberto Monticone.
Carlo Carretto muore nel suo eremo di san Girolamo a Spello nella notte di martedì 4 ottobre 1988, festa di san Francesco d'Assisi del quale era stato biografo.

## Citazioni
Quante volte ho avuto la voglia di sbatterti in faccia la porta della mia anima, e quante volte ho pregato di poter morire tra le tue braccia sicure.
No, non posso liberarmi di te, perché sono te, pur non essendo completamente te.
E poi, dove andrei? A costruirne un'altra?
Ma non potrò costruirla se non con gli stessi difetti, perché sono i miei che porto dentro. E se la costruirò sarà la Mia Chiesa, non più quella di Cristo.
L'altro ieri un amico ha scritto una lettera ad un giornale: “Lascio la Chiesa perché, con la sua compromissione con i ricchi non è più credibile”. Mi fa pena!
O è un sentimentale che non ha esperienza e lo scuso; o è un orgoglioso che crede di essere migliore degli altri.
Nessuno di noi è credibile finché è su questa terra. San Francesco urlava: “Tu mi credi santo, e non sai che posso ancora avere dei figli con una prostituta, se Cristo non mi sostiene”.
La credibilità non è degli uomini, è solo di Dio e del Cristo. Degli uomini è la debolezza e semmai la buona volontà di fare qualcosa di buono con l'aiuto della grazia che sgorga dalle vene invisibili della Chiesa visibile.
Forse la Chiesa di ieri era migliore di quella di oggi? Forse che la Chiesa di Gerusalemme era più credibile di quella di Roma?»
(Carlo Carretto Il Dio che viene cap.X)
No, non vado fuori di questa Chiesa fondata su una pietra così debole, perché ne fonderei un'altra su una pietra ancora più debole che sono io.»
Il perdono di Dio, quando ci tocca, fa diventare trasparente Zaccheo il pubblicano, e immacolata la Maddalena, la peccatrice.
È come se il male non avesse potuto toccare la profondità metafisica dell'uomo. È come se l'Amore avesse impedito di lasciare imputridire l'anima lontana dall'Amore. “Io ho buttato i tuoi peccati dietro le mie spalle”, dice Dio a ciascuno di noi, e continua: “Ti ho amato di amore eterno, per questo ti ho riservato la mia bontà. Ti edificherò di nuovo e tu sarai riedificata, vergine Israele” (Ger 31,3-4).
Ecco, ci chiama “vergini” anche quando siamo di ritorno dall'ennesima prostituzione nel corpo e nello spirito e nel cuore.
In questo, Dio è veramente Dio, cioè l'unico capace di fare le “cose nuove”.
Perché non m'importa che Lui faccia i cieli e la terra nuovi, e più necessario che faccia “nuovi” i nostri cuori.
E questo è il lavoro di Cristo.
E questo è il lavoro divino della Chiesa.
Volete voi impedire questo “far nuovi i cuori”, scacciando qualcuno dall'assemblea del popolo di Dio?
O volete voi, cercando altro luogo più sicuro, mettervi in pericolo di perdervi lo Spirito?»

## Dicono di lui
(Paolo Giuntella "Jesus" Ottobre 1998)
Essere un uomo di Dio significa essere progressisti?
Da cronista mi domando se tu abbia incarnato le virtù della santità. Una domanda, ovviamente, da girare a chi di queste cose se ne intende, la Chiesa madre. Ma, da credente, credo che tu sia già beato. Almeno per me.»
(Gianni Di Santo "Carlo Carretto. Il profeta di Spello" Edizioni San Paolo 2010)

## Opere
- Carlo Carretto. Lettere dal deserto. Brescia, La Scuola, 1967. ISBN 978-8835065579.
- Carlo Carretto. El-Abiodh - diario spirituale: 1954-1955. Assisi, Cittadella, 1990. ISBN 978-88-308-0205-6.
- Carlo Carretto. Ciò che conta è amare. Roma, Ave, 1995. ISBN 978-8882842499.
- Carlo Carretto. E Dio vide che era cosa buona. Roma, Ave, 1995. ISBN 978-8880650409.
- Carlo Carretto. Famiglia piccola chiesa. Roma, Ave, 1996. ISBN 978-8882843618.
- Carlo Carretto. Innamorato di Dio. Autobiografia. Assisi, Cittadella, 1997. ISBN 978-88-308-0488-3.
- Carlo Carretto. Lettere a Dolcidia: 1954-1983. Assisi, Cittadella, 1997. ISBN 978-8830802056.
- Carlo Carretto. Il Dio che viene. Roma, Città Nuova, 1998. ISBN 978-88-311-4304-2.
- Carlo Carretto. Nel deserto sboccia l'amore. Cinisello Balsamo, San Paolo, 1998. ISBN 978-8821537868.
- Carlo Carretto. Beata te che hai creduto. Cinisello Balsamo, San Paolo, 1999. ISBN 978-8821518584.
- Carlo Carretto. L'utopia che ha il potere di salvarti. Brescia, Queriniana, 1999, 20217. ISBN 978-8839932662
- Carlo Carretto. Padre mio mi abbandono a te. Un commento alla preghiera di Charles de Foucauld. Roma, Città Nuova, 1999. ISBN 978-8831143097.
- Carlo Carretto (a cura di). Racconti di un pellegrino russo. Assisi, Cittadella, 2000. ISBN 978-8830803107.
- Carlo Carretto. Perché Signore? Il dolore: segreto nascosto nei secoli. Bologna, EDB, 2001. ISBN 978-8810806586
- Carlo Carretto. Un cammino senza fine. Assisi, Cittadella, 2002. ISBN 978-8830803879.
- Carlo Carretto. Al di là delle cose. Assisi, Cittadella, 2003. ISBN 978-8830800052.
- Carlo Carretto. Ho cercato e ho trovato. La mia esperienza di Dio e di Chiesa. Assisi, Cittadella, 2003. ISBN 978-88-308-0181-3.
- Carlo Carretto. Io, Francesco. Assisi, Cittadella, 2003. ISBN 978-88-308-0898-0. (Prima edizione 1980 - ISBN 8870263576).
- Carlo Carretto. Il deserto nella città. Cinisello Balsamo, San Paolo, 2003. ISBN 978-88-215-4952-6.
- Carlo Carretto. La forza dell'abbandono. Abbecedario spirituale di un cercatore di Dio. A cura di Roberta Russo. Torino, Gribaudi, 2003. ISBN 978-8871527246.
- Carlo Carretto, Ogni giorno un pensiero. Ne parlerai camminando, Roma, Ave, 2017. ISBN 9788832710014

## Biografie
- Leonello Radi. Carlo Carretto a Spello - la fondazione della "fraternità". Presentazione di Mons. Loris Francesco Capovilla, Editrice AVE, 1999.
- Gian Carlo Sibilia. Un contemplativo sulle strade del mondo. Cittadella Editrice.
- Gian Carlo Sibilia. Innamorato di Dio. Edizioni Paoline.
- Ernesto Balducci, Carlo Carretto. La santità della povera gente. Cinisello Balsamo, San Paolo, 2003. ISBN 978-8821549625.
- Gianni Di Santo. Carlo Carretto. Il profeta di Spello (Edizioni San Paolo, 2010.
- Alberto Chiara, Carlo Carretto. L'impegno, il silenzio, la speranza, Edizioni Paoline, 2010:
- Bartolo Gariglio,I cattolici dal Risorgimento a Benedetto XVI. Un percorso dal Piemonte all'Italia, Morcelliana, Brescia 2013.